# John McLoughlin
John McLoughlin (1936) is een Australisch herpetoloog en specialist op het gebied van de productie van slangengif.

## Biografie
McLoughlin werkte in zijn jeugd als timmerman, maar was daarnaast geïnteresseerd in de Australische natuur en in het bijzonder in slangen. Op zijn achttiende had hij reeds een aanzienlijke verzameling slangen in en rond het ouderlijk huis en haalde hij een lokale krant door een taipan levend te vangen. Later kwam McLoughlin in contact met de slangenjager en producent van slangengif Eric Worrell toen deze in noordelijk Australië op zoek was naar taipans. McLoughlin hielp Worrell bij verscheidene zoektochten en verschafte daarbij ook inzicht in habitat en leefwijze van deze slangen, hetgeen de kans op vangsten vergrootte. 

### Slangen houden
Aanvoer van nieuwe exemplaren was van belang voor de productie van tegengif. Toentertijd was het laten voortplanten van slangen in gevangenschap zo goed als onmogelijk en zelfs het in leven houden van gevangen exemplaren was geen uitgemaakte zaak. Worrell was hoofdzakelijk actief in zuidoostelijk Australië en McLoughlin stelde hem voor de taipans te verplaatsen zijn woonplaats Cairns, vanwege het tropische klimaat aldaar. Worrell stemde daarmee in en vanaf 1964 was McLoughlin een vaste leverancier van slangengif aan Worrell, die op zijn beurt hoofdleverancier was van het biochemisch instituut Commonwealth Serum Laboratories in Melbourne. Met het onderbrengen van taipans en later andere slangen in een warmer klimaat werd een belangrijk probleem bij het in gevangenschap houden van slangen opgelost.
In 1968 kon McLoughlin met financiering van Worrell een nieuw serpentarium openen in Kuranda, 25km ten noorden van Cairns. Gaandeweg werd daar het overgrote deel van de productie van slangengiffen voor Worrell uitgevoerd. Het restant produceerde Worrell zelf in zijn Australian Reptile Park, waar hij dagelijks voor publiek slangen molk. McLoughlin was niet zo'n showman en verrichtte zijn werk liever zonder publiek.

### Leverancier
Van 1964 tot 1982 leverde McLoughlin slangengif aan Worrell daarna tot 1989 direct aan CSL. Van 1993 tot aan zijn pensioen in 2001 leverde hij slangengif aan het Reptile Park, dat inmiddels de hoofdleverancier van CSL was.